# Banque Martin Maurel
 (novembre 2023).
Motif : Article dont l'infobox, le titre et le contenu ont été changés de manière incohérente, sans tenir compte des informations précédentes.
La Banque Martin Maurel était un établissement bancaire marseillais privé, issu de la fusion en 1964 de deux banques familiales marseillaises, la banque Martin Frères et la banque Maurel, et dissous en 2017.

## Activité
La banque exerce une activité de banque commerciale (octroi de crédit, collecte d'épargne, services) et de gestion de patrimoine auprès d'entreprises de tailles diverses, d'institutionnels et de particuliers.

## Historique
La Banque Matthieu-Martin est créée en 1825 et deviendra par la suite la banque Martin Frères. La Banque Maurel est créée en 1929. Elles fusionnent en 1964, devenant la Banque Martin-Maurel. 
Elle ouvre sa succursale à Paris en 1978. Elle prend une participation majoritaire dans la Banque lyonnaise Delon et Grégoire, puis elle l'absorbe en 1985. La Banque Martin Maurel développe par la suite son activité de gestion de patrimoine en s'associant avec des sociétés de gestion ou de conseil en 1991. Elle crée en 2000 une banque installée à Monaco en partenariat avec la Banca Sella. Elle sera nommée : « Martin Maurel Sella - Banque privée Monaco ».
La Banque Martin Maurel fusionne avec la Banque Rothschild en 2017 et est dissoute le 2 janvier de la même année par fusion-absorption avec Rothschild & Co. Toutefois, il y a un contentieux judiciaire en cours concernant le montant de valorisation retenu pour la Banque Martin Maurel lancé par deux anciens actionnaires de la Banque Martin Maurel.